# Agrochola agnorista
Agrochola agnorista là một loài bướm đêm trong họ Noctuidae.